# Nguyễn Văn Trân (Bảy Trân)
Nguyễn Văn Trân (sinh ngày 04/05/1906 - mất ngày 29/09/1999) hay thường được gọi là "Bảy Trân" là nhà cách mạng Việt Nam, Chủ tịch tỉnh Chợ Lớn.

## Quá trình hoạt động
Nguyễn Văn Trân sinh năm 1906 tại Bình Đăng, tỉnh Tân An (nay là tỉnh Long An). Cha ông mất sớm, Bảy Trân ở cùng với chú là một điền chủ, sau đó sang Pháp học năm 1923 lúc 15 tuổi. Ông chuyển sang học nghề vô tuyến điện khi lên Paris, gia nhập Hội Cứu tế đỏ, tham gia các hoạt động tuyên truyền và được Đảng Cộng sản Pháp kết nạp và giới thiệu sang Nga học trường Staline (1927-1930). Cùng khóa với Bảy Trân có các học viên Nguyễn Thế Rục, Ngô Đức Trì, Bùi Công Trừng, Trần Phú, Bùi Lâm, Nguyễn Khánh Toàn, Lê Hồng Phong, Hà Huy Tập, Trần Ngọc Danh, Dương Bạch Mai, Trần Đình Long, Bùi Ái. Trong số này, Lê Hồng Phong là Đại úy phi công Liên Xô, Trần Phú là phiên dịch tiếng Nga.
Mùa hè năm 1930, Trân được Quốc tế Cộng sản phân công trở về nước công tác. Năm 1931 ông được giao phụ trách Đặc ủy Hậu Giang. Thường trực Xứ ủy Nam Kỳ lúc đó là Ngô Đức Trì, Nguyễn Thanh Sơn (Nguyễn Văn Tây) và Nguyễn Văn Kỉnh. Năm 1932 ông bị bắt giam 9 tháng tại Khám Lớn Sài Gòn. Ông bị quản thúc tại nhà ở quận Chợ Lớn nhưng vẫn tiếp tục hoạt động như đi bán dầu cù là với chí sĩ Nguyễn An Ninh từ năm 1933 tới năm 1936. Trong nhiều năm, Bảy Trân là sợi dây liên lạc giữa trung ương, Xứ ủy với hai đồng chí Nguyễn Văn Tạo và Dương Bạch Mai. Sau đó ông được Đảng giao công tác vận động quần chúng ủng hộ tiền ra báo Dân Chúng.

## Công tác lãnh đạo
Thành tích lớn của Bảy Trân là thuyết phục được giới giang hồ Bình Xuyên tham gia Nam Kỳ khởi nghĩa năm 1940. Vào tháng 8 năm 1940, Bảy Trân được giao phụ trách ngoại ô Sài Gòn-Chợ Lớn, từ đường Trần Xuân Soạn, dưới dạ cầu Tân Thuận, chạy dài tới đường Phạm Thế Hiển, tới Cầu Sập đổ vô đường số 5 từ Xóm Củi đi Cần Giuộc. Đúng ngày Nam Kỳ khởi nghĩa, ông phải đưa dân chúng võ trang cướp chính quyền trong vùng phụ trách. Ông phụ trách nhóm giang hồ Bình Xuyên của thầy nghề võ Nguyễn Văn Mạnh (Tám Mạnh) đưa nhóm này tham gia Nam Kỳ khởi nghĩa và Nam Bộ kháng chiến. Do các nơi nổi lên không thống nhất lực lượng, Bảy Trân cho lực lượng giang hồ Bình Xuyên rút êm chờ thời cơ thuận lợi hơn. Sau này, Bình Xuyên tham gia cướp chính quyền ngày 25/8/1945 và lập nên 7 chi đội trong Liên khu Bình Xuyên, đánh Tây rất hăng hái.
Bảy Trân làm liên lạc giữa Giàu và giới trí thức yêu nước như bác sĩ Phạm Ngọc Thạch, kiến trúc sư Huỳnh Tấn Phát, luật sư Trịnh Đình Thảo, giáo sư Phạm Thiều. Sau ngày 23 tháng 9 năm 1945, Nam Bộ kháng chiến chống Pháp. Mặt trận Sài Gòn được Chủ tịch Lâm ủy Hành chính Nam Bộ kiêm Ủy viên quân sự Trần Văn Giàu bố trí thành 5 mặt trận phòng thủ 5 cửa ô ngoại thành. Cánh Bình Xuyên được giao giữ khu vực từ cầu Tân Thuận tới Cầu Sập Bình Đông, gọi là mặt trận số 4. Nguyễn Văn Trân là Ủy viên trưởng quân sự. Trong ban chỉ huy bộ đội Bình Xuyên, Dương Văn Dương (tức Ba Dương) được chỉ định làm Chỉ huy trưởng, ông Tám Mạnh (Nguyễn Văn Mạnh) thầy võ ở Chánh Hưng làm chính trị viên. Khi Bảy Trân làm Bí thư quận Cần Giuộc, ông Dương Văn Dương lên thay thế chỉ huy.
Sau đó, ông lên làm Chủ tịch Tỉnh Chợ Lớn.

## Cuối đời
Sau năm 1954 ông tập kết ra Bắc, làm việc tại Bộ Giáo dục và học trường Nguyễn Ái Quốc chuẩn bị cử sang nước ngoài công tác. Tuy nhiên do tính cương trực thẳng thắn nên ông nghỉ hưu không lâu sau đó, và về tỉnh Bắc Ninh làm vườn. Sau năm 1975 ông về sống tại thành phố Hồ Chí Minh.
Cuộc đời ông được tác giả Nguyên Hùng viết rõ nét trong cuốn Những nhân vật Nam Bộ vang bóng một thời và Bảy Viễn - Thủ lĩnh Bình Xuyên.
Cuộc đời ông cũng được dựng thành phim. Trong phim "Dưới cờ Đại Nghĩa" do HTV sản xuất năm 2005. Bộ phim lấy nguyên mẫu quá trình từ một cậu bé cho tới khi điều phối các hoạt động của Liên khu Bình Xuyên.

## Gia đình
Ông cưới một người phụ nữ Nga khi còn đang du học tại đây. Các con trai ông là Kỹ sư Nguyễn Hồng Đăng, nguyên Phó Chủ nhiệm Ủy ban Kế hoạch tỉnh Tây Ninh; Nguyễn Hồng Kỳ (khi đang là sinh viên trường Luật ở Hà nội thì được ông khuyên vào chiến trường B chiến đấu và hy sinh). Ngoài ra, ông còn một người em trai được biết đến với biệt danh "Chín Báu".

## Ghi nhận
Tên của ông được đặt cho một trường tiểu học tại Đa Phước, Bình Chánh, Thành phố Hồ Chí Minh

### Tư liệu
- Nguyên Hùng (2003). Nam bộ những nhân vật một thời vang bóng. Hà Nội: Nhà xuất bản Công an Nhân dân. OCLC 55970719.
- Nguyên Hùng (2005). Nguyễn Bình, huyền thoại và sự thật. Hà Nội: Nhà xuất bản Công an Nhân dân. OCLC 232715543.
- Nguyên Hùng (2005). Bảy Viễn: thủ lĩnh Bình Xuyên. Hà Nội: Nhà xuất bản Công an Nhân dân. OCLC 297391345.
- Trần Bạch Đằng (2007). Trần Bạch Đằng Tuyển tập, Tập 1. Hà Nội: Nhà xuất bản Quân đội nhân dân. OCLC 234083636.
- Trần Bạch Đằng (1995). Mùa thu rồi, ngày hăm ba, Tập 1. Hà Nội: Nhà xuất bản Chính trị quốc gia - Sự thật. OCLC 606109824.
- Trần Hải Phụng; Lưu Phương Thanh (1994). Lịch sử Sài Gòn, Chợ Lớn, Gia Định kháng chiến, 1945-1975. Nhà xuất bản Thành phố Hồ Chí Minh. tr. 61. OCLC 762372515.